# (22385) Fujimoriboshi
(22385) Fujimoriboshi est un astéroïde de la ceinture principale aréocroiseur.

## Description
(22385) Fujimoriboshi est un astéroïde aréocroiseur. Il présente une orbite caractérisée par un demi-grand axe de 2,33 UA, une excentricité de 0,29 et une inclinaison de 23,2° par rapport à l'écliptique.

## Compléments